# Stelechocarpus expansus
Stelechocarpus expansus là loài thực vật có hoa thuộc họ Na. Loài này được Tanawat Chaowasku et al. miêu tả khoa học đầu tiên năm 2013 dưới danh pháp Winitia expansa. Năm 2016, Ian Mark Turner chuyển nó sang chi Stelechocarpus.
Khi chi Winitia được công nhận thì nó là loài điển hình của chi này.

## Phân bố
Đặc hữu Thái Lan.